# レナ・クールマー
レナ・クールマー（Lenna Kuurmaa、1985年9月26日 - ）は、エストニア・タリン出身の歌手。バニラ・ニンジャのボーカル。身長163cm。

## ディスコグラフィ

### スタジオ・アルバム
- Lenna (2010年、Mortimer Snerd)
- Teine (2013年、Raud Meedia)
- Moonland (2014年、Frontiers) ※with Moonland
- 3X (2018年、Made In Baltics / Sony Music)